# Péninsule de Kurgalsky
La péninsule de Kurgalsky (en russe : Кургальский полуостров) est une péninsule qui divise en deux la partie sud du golfe de Finlande, entre la baie de Narva (à l’ouest) et la baie de Louga (à l’est). L’endroit le plus septentrional est le cap Pitkenen-Nos. La péninsule est plutôt marécageuse et contient plusieurs lacs. Le port d’Oust-Louga est situé sur la péninsule. Il y a beaucoup de villages ingriens dans le district.

## Environnement
Environ 650 km² de zones humides de la péninsule sont protégées comme un site Ramsar. Cependant, la construction du gazoduc Nord Stream 2 suscite des inquiétudes des défenseurs de l'environnement au sujet de la préservation de cet écosystème unique, qui abrite des plantes, des mousses et des espèces d’oiseaux rares. La branche russe de Greenpeace a souligné la fragilité de l’est du golfe de Finlande, notamment la réserve de Kurgalsky. D'ores et déjà, les travaux d’arpentage qui ont commencé illégalement en 2019 dans la réserve ont détruit des centaines de plantes rares. Les craintes pour l'environnement sont aggravées par le risque technologique, en raison des nombreuses  munitions qui ont été immergées dans le golfe de Finlande après la Seconde Guerre mondiale.